# Kustvägen
Kustvägen är ett projekt av Gävleborgs län och Västernorrlands län för att främja turismen i regionen.
Kustvägen är en 75 km lång sträcka som går från Jättendal i söder till Svartvik i norr.
Vägen passerar i tur och ordning Mellanfjärden, Sörfjärden, Norrfjärden, Galtströms bruk, Skatan, Lörudden, Junibodsand, Bergsfjärden, Juniskär, Döviksjön och Svartviks industriminne. 